# Llista de resolucions del Consell de Seguretat de les Nacions Unides 1001 a la 1100
Aquesta és una llista entre les resolucions 1001 a 1100 del Consell de Seguretat de les Nacions Unides aprovades entre el 30 de juny de 1995 i el 27 de març de 1997.
| Resolució      | Data                   | Votació                            | Assumpte |
| -------------- | ---------------------- | ---------------------------------- | --- |
| Resolució 1001 | 30 de juny de 1995     | 15–0–0                             | Estén el mandat de la Missió d'Observació de les Nacions Unides a Libèria;per a reconciliació nacional                                                            |
| Resolució 1002 | 30 de juny de 1995     | 15–0–0                             | Estén el mandat de la Missió de Nacions Unides pel Referèndum al Sàhara Occidental; aplicació del Pla d'Assentament                                               |
| Resolució 1003 | 5 de juliol de 1995    | 14–0–1 (abstenció: Rússia)         | Estén la suspensió parcial de sancions en contra de la República Federal de Iugoslàvia (Sèrbia i Montenegro)                                                      |
| Resolució 1004 | 12 de juliol de 1995   | 15–0–0                             | Demanda retirada de forces serbis de Bòsnia de les àrees segures de Srebrenica, Bòsnia i Hercegovina                                                              |
| Resolució 1005 | 17 de juliol de 1995   | 15–0–0                             | Subministrament d'explosius per usar en desminatge a Ruanda |
| Resolució 1006 | 28 de juliol de 1995   | 15–0–0                             | Estén el mandat de la UNIFIL |
| Resolució 1007 | 31 de juliol de 1995   | 15–0–0                             | Estén el mandat de la Missió de les Nacions Unides a Haití; per a reconciliació nacional                                                                          |
| Resolució 1008 | 7 d'agost de 1995      | 15–0–0                             | Estén el mandat de la Tercera Missió de Verificació de les Nacions Unides a Angola; comprovació de l'alto-el-foc                                                  |
| Resolució 1009 | 10 d'agost de 1995     | 15–0–0                             | Compliment de Croàcia amb l'acord amb les Força de Protecció de les Nacions Unides; garantir el dret de la població sèrbia local a rebre ajuda humanitària        |
| Resolució 1010 | 10 d'agost de 1995     | 15–0–0                             | Accés d'agències internacionals a Srebrenica i Žepa; alliberament de detinguts a Bòsnia i Hercegovina                                                             |
| Resolució 1011 | 16 d'agost de 1995     | 15–0–0                             | Suspèn l'embargament d'armes contra Ruanda |
| Resolució 1012 | 28 d'agost de 1995     | 15–0–0                             | Estableix una comissió internacional de recerca a Burundi |
| Resolució 1013 | 7 de setembre de 1995  | 15–0–0                             | Estableix una investigació de la comissió internacional sobre els fluxos d'armes a les antigues forces del govern de Ruanda als Grans Llacs d'Àfrica              |
| Resolució 1014 | 15 de setembre de 1995 | 15–0–0                             | Estén el mandat de la Missió d'Observació de les Nacions Unides a Libèria                                                                                         |
| Resolució 1015 | 15 de setembre de 1995 | 15–0–0                             | Suspèn sancions contra Iugoslàvia |
| Resolució 1016 | 21 de setembre de 1995 | 15–0–0                             | Situació militar i humanitària a Bòsnia i Hercegovina |
| Resolució 1017 | 22 de setembre de 1995 | 15–0–0                             | Estén el mandat de Missió de Nacions Unides pel Referèndum al Sàhara Occidental                                                                                   |
| Resolució 1018 | 7 de novembre de 1995  | 15–0–0                             | Elecció i plaça vacant en la Cort Internacional de Justícia |
| Resolució 1019 | 9 de novembre de 1995  | 15–0–0                             | Violacions de dret internacional humanitari en l'antiga Iugoslàvia                                                                                                |
| Resolució 1020 | 10 de novembre de 1995 | 15–0–0                             | Ajusta el mandat de la Missió d'Observació de les Nacions Unides a Libèria; aplicació del procés de pau                                                           |
| Resolució 1021 | 22 de novembre de 1995 | 14–0–1 (abstenció: Rússia)         | Fi de l'embargament d'armes després de signar acord de pau en l'antiga Iugoslàvia                                                                                 |
| Resolució 1022 | 22 de novembre de 1995 | 14–0–1 (abstenció: Rússia)         | Suspèn mesures en resolucions prèvies sobre l'antiga Iugoslàvia                                                                                                   |
| Resolució 1023 | 22 de novembre de 1995 | 15–0–0                             | Acord entre el Govern de Croàcia i representants del serbis locals                                                                                                |
| Resolució 1024 | 28 de novembre de 1995 | 15–0–0                             | Estén el mandat de Força de les Nacions Unides d'Observació de la Separació                                                                                       |
| Resolució 1025 | 30 de novembre de 1995 | 15–0–0                             | Proposició per finalitzar la Operació de les Nacions Unides de Restauració de la Confiança a Croàcia                                                              |
| Resolució 1026 | 30 de novembre de 1995 | 15–0–0                             | Estén el mandat de Força de Protecció de les Nacions Unides |
| Resolució 1027 | 30 de novembre de 1995 | 15–0–0                             | Estén el mandat de Força de Desplegament Preventiu de les Nacions Unides                                                                                          |
| Resolució 1028 | 8 de desembre de 1995  | 15–0–0                             | Estén el mandat de la Missió d'Assistència de les Nacions Unides per a Ruanda                                                                                     |
| Resolució 1029 | 12 de desembre de 1995 | 15–0–0                             | Estén i ajusta el mandat de la Missió d'Assistència de les Nacions Unides per a Ruanda; repatriació dels refugiats                                                |
| Resolució 1030 | 14 de desembre de 1995 | 15–0–0                             | Estén el mandat de Missió d'Observació de les Nacions Unides a Tadjikistan                                                                                        |
| Resolució 1031 | 15 de desembre de 1995 | 15–0–0                             | Aplicació de l'acord de pau per a Bòsnia i Hercegovina; transferència de la Força de Protecció de les Nacions Unides a IFOR                                       |
| Resolució 1032 | 19 de desembre de 1995 | 15–0–0                             | Estén el mandat de Força de les Nacions Unides pel Manteniment de la Pau a Xipre; restauració de la confiança                                                     |
| Resolució 1033 | 19 de desembre de 1995 | 15–0–0                             | Referèndum en el Sàhara Occidental; completat del procés d'identificació                                                                                          |
| Resolució 1034 | 21 de desembre de 1995 | 15–0–0                             | Violacions de dret internacional humanitari i drets humans a l'antiga Iugoslàvia                                                                                  |
| Resolució 1035 | 21 de desembre de 1995 | 15–0–0                             | Estableix International Police Task Force i funcionaris civils per la implementació de l'acord de pau a Bòsnia i Hercegovina                                      |
| Resolució 1036 | 12 de gener de 1996    | 15–0–0                             | Estén el mandat de la Missió d'Observació de les Nacions Unides a Geòrgia                                                                                         |
| Resolució 1037 | 15 de gener de 1996    | 15–0–0                             | Estableix UNTAES |
| Resolució 1038 | 15 de gener de 1996    | 15–0–0                             | Autoritza observadors militars per comprovar la desmobilització en la península de Prevlaka                                                                       |
| Resolució 1039 | 29 de gener de 1996    | 15–0–0                             | Estén el mandat de la UNIFIL |
| Resolució 1040 | 29 de gener de 1996    | 15–0–0                             | Deteriorament de la situació en la guerra civil i esforços pel diàleg polític a Burundi                                                                           |
| Resolució 1041 | 29 de gener de 1996    | 15–0–0                             | Estén el mandat de la Missió d'Observació de les Nacions Unides a Libèria; esforços per restaurar l'estabilitat                                                   |
| Resolució 1042 | 31 de gener de 1996    | 15–0–0                             | Estén el mandat del Missió de Nacions Unides pel Referèndum al Sàhara Occidental; implementació del Pla de Regularització                                         |
| Resolució 1043 | 31 de gener de 1996    | 15–0–0                             | Desplegament de 100 observadors militars com a part de la UNTAES                                                                                                  |
| Resolució 1044 | 31 de gener de 1996    | 15–0–0                             | Crida al Sudan per extradir tres sospitosos d'intent d'assassinat del President egipci Hosni Mubarak a Etiòpia                                                    |
| Resolució 1045 | 8 de febrer de 1996    | 15–0–0                             | Estén el mandat de la Tercera Missió de Verificació de les Nacions Unides a Angola                                                                                |
| Resolució 1046 | 13 de febrer de 1996   | 15–0–0                             | Incrementa el volum de la Força de Desplegament Preventiu de les Nacions Unides                                                                                   |
| Resolució 1047 | 29 de febrer de 1996   | 15–0–0                             | Nomenament de Louise Arbour com a fiscal del Tribunal Penal Internacional per a Ruanda i Exiugoslàvia                                                             |
| Resolució 1048 | 29 de febrer de 1996   | 15–0–0                             | Estén el mandat de Missió de les Nacions Unides a Haití; reducció d'efectius                                                                                      |
| Resolució 1049 | 5 de març de 1996      | 15–0–0                             | Preparacions per una conferència regional sobre seguretat a la regió dels Grans Llacs d'Àfrica; Crisi dels refugiats dels Grans Llacs                             |
| Resolució 1050 | 8 de març de 1996      | 15–0–0                             | Acords per la retirada de la Missió d'Assistència de les Nacions Unides per a Ruanda                                                                              |
| Resolució 1051 | 27 de març de 1996     | 15–0–0                             | Mecanisme per controlar les importacions i exportacions d'Iraqi d'articles de "ús dual"                                                                           |
| Resolució 1052 | 18 d'abril de 1996     | 15–0–0                             | Crida a l'alto el foc en la Guerra del Líban de 1996 |
| Resolució 1053 | 23 d'abril de 1996     | 15–0–0                             | Trobades de la comissió d'inverstigació referent a les violacions de l'embargament d'armes per les forces de l'antic govern de Ruanda                             |
| Resolució 1054 | 26 d'abril de 1996     | 13–0–2 (abstencions: Xina, Rússia) | Sancions a Sudan per incomplir la resolució 1044 |
| Resolució 1055 | 8 de maig de 1996      | 15–0–0                             | Estén el mandat de la Tercera Missió de Verificació de les Nacions Unides a Angola; esforços per avançar en el procés de pau                                      |
| Resolució 1056 | 29 de maig de 1996     | 15–0–0                             | Estén el mandat de Missió de Nacions Unides pel Referèndum al Sàhara Occidental; condicions pel referèndum                                                        |
| Resolució 1057 | 30 de maig de 1996     | 15–0–0                             | Estén el mandat de la Força de les Nacions Unides d'Observació de la Separació                                                                                    |
| Resolució 1058 | 30 de maig de 1996     | 14–0–1 (abstenció: Rússia)         | Estén el mandat de la Força de Desplegament Preventiu de les Nacions Unides                                                                                       |
| Resolució 1059 | 31 de maig de 1996     | 15–0–0                             | Estén el mandat de Missió d'Observació de les Nacions Unides a Libèria; situació de la seguretat                                                                  |
| Resolució 1060 | 12 de juny de 1996     | 15–0–0                             | Negativa d'Iraq a permetre l'accés als equips d'investigació als llocs designats per la Comissió Especial de les Nacions Unides                                   |
| Resolució 1061 | 14 de juny de 1996     | 15–0–0                             | Estén el mandat de la Missió d'Observació de les Nacions Unides a Tadjikistan; situació en frontera Tadjiko-Afganesa                                              |
| Resolució 1062 | 28 de juny de 1996     | 15–0–0                             | Estén el mandat de Força de les Nacions Unides pel Manteniment de la Pau a Xipre; restauració de la confiança                                                     |
| Resolució 1063 | 28 de juny de 1996     | 15–0–0                             | Estableix la Missió d'Estabilització de les Nacions Unides a Haití                                                                                                |
| Resolució 1064 | 11 de juliol de 1996   | 15–0–0                             | Estén el mandat de Tercera Missió de Verificació de les Nacions Unides a Angola; procés de pau                                                                    |
| Resolució 1065 | 12 de juliol de 1996   | 15–0–0                             | Estén el mandat de Missió d'Observació de les Nacions Unides a Geòrgia                                                                                            |
| Resolució 1066 | 15 de juliol de 1996   | 15–0–0                             | Autoritza continuar l'observació per observadors militars de la desmilitarització de la península de Prevlaka                                                     |
| Resolució 1067 | 26 de juliol de 1996   | 13–0–2 (abstencions: Xina, Rússia) | Condemna a Cuba per disparar a dos aviadors civils segons informe de l'Organització Internacional d'Aviació Civil                                                 |
| Resolució 1068 | 30 de juliol de 1996   | 15–0–0                             | Estén el mandat de UNIFIL |
| Resolució 1069 | 30 de juliol de 1996   | 15–0–0                             | Estén el mandat d'observadors de la UNTAES |
| Resolució 1070 | 16 d'agost de 1996     | 13–0–2 (abstencions: Xina, Rússia) | Imposa sancions contra Sudan per reforçar el compliment de la resolucions 1044 i 1054                                                                             |
| Resolució 1071 | 30 d'agost de 1996     | 15–0–0                             | Estén el mandat de Missió d'Observació de les Nacions Unides a Libèria                                                                                            |
| Resolució 1072 | 30 d'agost de 1996     | 15–0–0                             | Arranjament polític per la situació a Burundi durant la guerra civil                                                                                              |
| Resolució 1073 | 28 de setembre de 1996 | 14–0–1 (abstenció: Estats Units)   | Situació a Jerusalem, Nablus, Ramal·lah, Betlem i la Franja de Gaza                                                                                               |
| Resolució 1074 | 1 d'octubre de 1996    | 15–0–0                             | Finalització de les mesures contra l'antiga Iugoslàvia després de les eleccions a Bòsnia i Hercegovina                                                            |
| Resolució 1075 | 11 d'octubre de 1996   | 15–0–0                             | Estén el mandat de Tercera Missió de Verificació de les Nacions Unides a Angola; procés de pau                                                                    |
| Resolució 1076 | 22 d'octubre de 1996   | 15–0–0                             | Situació humanitària, militar i política a Afganistan |
| Resolució 1077 | 22 d'octubre de 1996   | 14–0–1 (abstenció: Xina)           | Estableix Oficina dels Drets Humans com a part de la Missió d'Observació de les Nacions Unides a Geòrgia                                                          |
| Resolució 1078 | 9 de novembre de 1996  | 15–0–0                             | Propostes per una Conferència Internacional sobre la pau, seguretat i desenvolupament a la regió dels Grans Llacs d'Àfrica; crisi dels refugiats dels Grans Llacs |
| Resolució 1079 | 15 de novembre de 1996 | 15–0–0                             | Estén el mandat de la UNTAES |
| Resolució 1080 | 15 de novembre de 1996 | 15–0–0                             | Estableix una força d'intervenció humanitària multinacional a la regió dels Grans Llacs d'Àfrica                                                                  |
| Resolució 1081 | 27 de novembre de 1996 | 15–0–0                             | Estén el mandat de Força de les Nacions Unides d'Observació de la Separació                                                                                       |
| Resolució 1082 | 27 de novembre de 1996 | 15–0–0                             | Estén el mandat de la Força de Desplegament Preventiu de les Nacions Unides                                                                                       |
| Resolució 1083 | 27 de novembre de 1996 | 15–0–0                             | Estén el mandat de la Missió d'Observació de les Nacions Unides a Libèria                                                                                         |
| Resolució 1084 | 27 de novembre de 1996 | 15–0–0                             | Estén el mandat de Missió de Nacions Unides pel Referèndum al Sàhara Occidental; aplicació del pla de regularització                                              |
| Resolució 1085 | 29 de novembre de 1996 | 15–0–0                             | Estén el mandat de Missió de Suport de les Nacions Unides a Haití                                                                                                 |
| Resolució 1086 | 5 de desembre de 1996  | 15–0–0                             | Estén el mandat de Missió de Suport de les Nacions Unides a Haití                                                                                                 |
| Resolució 1087 | 11 de desembre de 1996 | 15–0–0                             | Estén el mandat de Tercera Missió de Verificació de les Nacions Unides a Angola                                                                                   |
| Resolució 1088 | 12 de desembre de 1996 | 15–0–0                             | Autoritza creació d'una Força d'Estabilització a Bòsnia i Hercegovina                                                                                             |
| Resolució 1089 | 13 de desembre de 1996 | 15–0–0                             | Estén el mandat de la Missió d'Observació de les Nacions Unides a Tadjikistan                                                                                     |
| Resolució 1090 | 13 de desembre de 1996 | Aprovada sense votació             | Nomenament de Kofi Annan com a Secretari General de les Nacions Unides                                                                                            |
| Resolució 1091 | 13 de desembre de 1996 | Aprovada sense votació             | Reconeixement de la contribució del Secretari General Boutros Boutros-Ghali                                                                                       |
| Resolució 1092 | 23 de desembre de 1996 | 15–0–0                             | Estén el mandat de la Força de les Nacions Unides pel Manteniment de la Pau a Xipre                                                                               |
| Resolució 1093 | 14 de gener de 1997    | 15–0–0                             | Vigilància de la desmobilització de la península de Prevlaka |
| Resolució 1094 | 20 de gener de 1997    | 15–0–0                             | Desplega observadors militars com a part de la Missió de les Nacions Unides a Guatemala                                                                           |
| Resolució 1095 | 28 de gener de 1997    | 15–0–0                             | Estén el mandat de la UNIFIL |
| Resolució 1096 | 30 de gener de 1997    | 15–0–0                             | Estén el mandat de la Missió d'Observació de les Nacions Unides a Geòrgia                                                                                         |
| Resolució 1097 | 18 de febrer de 1997   | 15–0–0                             | Pla de pau de cinc punts per Zaire oriental |
| Resolució 1098 | 27 de febrer de 1997   | 15–0–0                             | Estén el mandat de Tercera Missió de Verificació de les Nacions Unides a Angola; Establiment d'un govern d'unitat                                                 |
| Resolució 1099 | 14 de març de 1997     | 15–0–0                             | Estén el mandat de Missió d'Observació de les Nacions Unides a Tadjikistan                                                                                        |
| Resolució 1100 | 27 de març de 1997     | 15–0–0                             | Estén el mandat de la Missió d'Observació de les Nacions Unides a Libèria                                                                                         |